# Alexandru Neagu
Alexandru Neagu, född 19 juli 1948 i Bukarest, död 17 april 2010 i Bukarest, var en rumänsk fotbollsspelare. Han spelade som anfallare i Rapid Bukarest, och representerade rumänska landslaget vid VM 1970, där han gjorde ett mål, mot Tjeckoslovakien.